# Myrmeciza ruficauda
Myrmeciza ruficauda е вид птица от семейство Thamnophilidae. Видът е застрашен от изчезване.

## Разпространение
Видът е разпространен в Бразилия.